# (35100) 1991 NK
(35100) 1991 NK es un asteroide perteneciente al cinturón de asteroides descubierto el 8 de julio de 1991 por Eleanor F. Helin desde el Observatorio del Monte Palomar, Estados Unidos.

## Designación y nombre
Designado provisionalmente como 1991 NK.

## Características orbitales
1991 NK está situado a una distancia media del Sol de 2,667 ua, pudiendo alejarse hasta 3,318 ua y acercarse hasta 2,015 ua. Su excentricidad es 0,244 y la inclinación orbital 13,08 grados. Emplea 1590,90 días en completar una órbita alrededor del Sol.

## Características físicas
La magnitud absoluta de 1991 NK es 14,4. 